# Маршевська-Ґура
Маршевська-Ґура (пол. Marszewska Góra, нім. Marschauerberg) — село в Польщі, у гміні Пшивідз Ґданського повіту Поморського воєводства.
Населення — 356 осіб (2011).
У 1975-1998 роках село належало до Гданського воєводства.

## Демографія
Демографічна структура станом на 31 березня 2011 року:
|          | Загалом | Допрацездатний вік | Працездатний вік | Постпрацездатний вік |
| -------- | ------- | ------------------ | ---------------- | -------------------- |
| Чоловіки | 183     | 47                 | 121              | 15                   |
| Жінки    | 173     | 38                 | 110              | 25                   |
| Разом    | 356     | 85                 | 231              | 40                   |